# Peter Henry Rolfs
Peter Henry Rolfs (1865 - 1944) foi um proeminente agrônomo norte-americano na Florida do início do século XX. Ele foi o diretor da Estação Experimental de Agricultura da Florida de 1905 até 1920, e de 1915 a 1920 serviu como Decano na Faculdade de Agricultura na Universidade da Florida. Rolfs depois mudou-se para o Brasil para fundar a Escola Superior de Agricultura e Veterinária em Viçosa, esta que depois viria a se transformar na Universidade Federal de Viçosa.
Rolfs foi o primeiro a descrever um patógeno comum às plantas, o Sclerotium rolfsii.